# Goncharov (mem)
Goncharov és una pel·lícula fictícia creada com a mem d'Internet originat a la xarxa social Tumblr. Es tracta d'una suposada pel·lícula de gàngsters estrenada el 1973 amb la participació del director de cinema Martin Scorsese, títol sovint acompanyat del lema publicitari "La millor pel·lícula de màfia feta mai".

Un dels pòsters que van crear els usuaris per il·lustrar la pel·lícula fictícia.

El mem es va originar quan un usuari de Tumblr va publicar una fotografia de l'etiqueta d'unes botes d'imitació on, en comptes de la marca, hi havia escrit un text en anglès que deia "La millor pel·lícula de gàngsters feta mai. Martin Scorsese presenta Goncharov. Producció de Domenico Procacci. Una pel·lícula de Natted JWHJ0715 sobre la màfia napolitana". Com a resposta a la sorpresa de l'usuari davant d'aquesta pel·lícula inexistent, l'agost del 2020 un altre usuari de Tumblr va deixar-hi un comentari bromista fent veure que es tractava d'una pel·lícula real. Altres usuaris de la xarxa social van compartir la publicació amb aquest comentari afegit i el novembre del 2022 es va fer viral, alhora que un altre usuari de Tumblr va publicar un pòster de la pel·lícula. A partir d'aquí, altres usuaris de la plataforma van anar creant contingut sobre Goncharov com si es tractés d'una pel·lícula que haguessin vist, elaborant anàlisis dels personatges i de la trama, del seu simbolisme, dibuixant-ne les seves escenes preferides, alabant l'actuació dels seus actors o dels plànols de la càmera, entre molts d'altres exemples, fins i tot es va compondre una banda sonora pròpia de Goncharov.
Per contribuir a l'aparença de veracitat, molt sovint les noves publicacions feien referència a idees, escenes, personatges o actors que apareixien en publicacions anteriors, de manera que es va anar creant un seguit de personatges principals i un repartiment estables al llarg dels mems, establint una idea compartida sobre la trama i altres elements de la pel·lícula. Se la sol descriure com una pel·lícula de màfia ambientada a Nàpols i amb un repartiment que inclou Robert De Niro, Al Pacino, John Cazale, Gene Hackman, Cybill Shepherd i Harvey Keitel.
Goncharov ha inspirat un fandom a les xarxes socials, ha aparegut als mitjans de comunicació i ha obtingut respostes d'individus notables, inclòs el mateix Scorsese, que va sumar-se al mem afirmant que "vaig dirigir aquesta pel·lícula fa molts anys".

## Sinopsi
Seguint les idees que es repeteixen a les publicacions, es podria descriure la pel·lícula de la següent manera.
Goncharov (interpretat per Robert De Niro) és un magnat criminal d'origen rus que controla la màfia napolitana, on el coneixen com a "Lo Straniero" ("L'Estranger" en italià). Viu amb la seva muller Katya (Cybill Shepherd) en un matrimoni agònic, turmentat per l'alta tensió homoeròtica amb Andrey Dadanno (Hervey Keitel) i per la traïció de la seva mà dreta, Mario Ambrosi (Al Pacino). A la lluita pel poder, s'hi enfronten també l'antagonista Valery Michailov (Gene Hackman) i el sicari conegut amb el malnom d'Ice Pick Joe (John Cazale).